# Museum für Architektur und das Leben der Menschen in der Wolga-Region von Nischni Nowgorod
Das Museum für Architektur und das Leben der Menschen in der Wolga-Region von Nischni Nowgorod  in Semenkovo  (russisch Музей архитектуры и быта народов Нижегородского Поволжья) ist ein Freilichtmuseum am Stadtrand von Nischni Nowgorod, Russland.
Der Aufbau des Museums begann 1969 des Regionalvorstands der damals Gorki genannten Stadt. Das Museum wurde am 3. Juni 1973 eröffnet. Das Museum zeigt die ländliche Holzarchitektur des 19. Jahrhunderts aus den nördlichen Gebieten der Region Nischi Nowgorod. Derzeit (2013) besitzt das Museum 15 Gebäude: zwei Holzkirchen, zwei große Bauernhäuser, eine Wassermühle, eine Windmühle (derzeit ohne Flügel) mehrere Hütten und Nebengebäude und Scheunen. Die Fassaden der Häuser sind großteils mit traditionellen Ornamenten verziert. Die Inneneinrichtung der Häuser wurde restauriert und mit zeitgenössischem bäuerlichem Mobiliar ausgestattet.
An traditionellen Feiertagen werden vom Museum historische Feste veranstaltet.

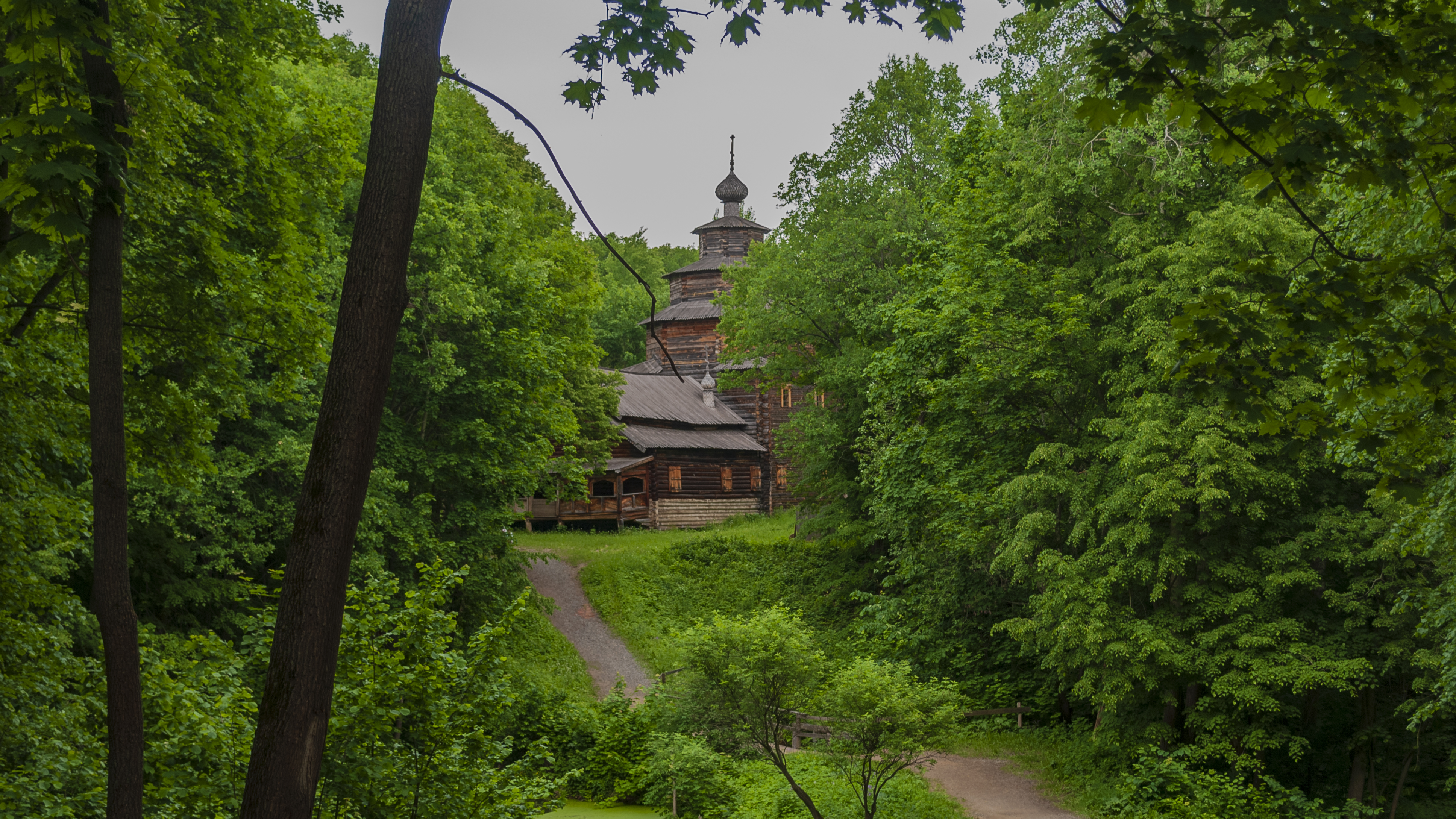
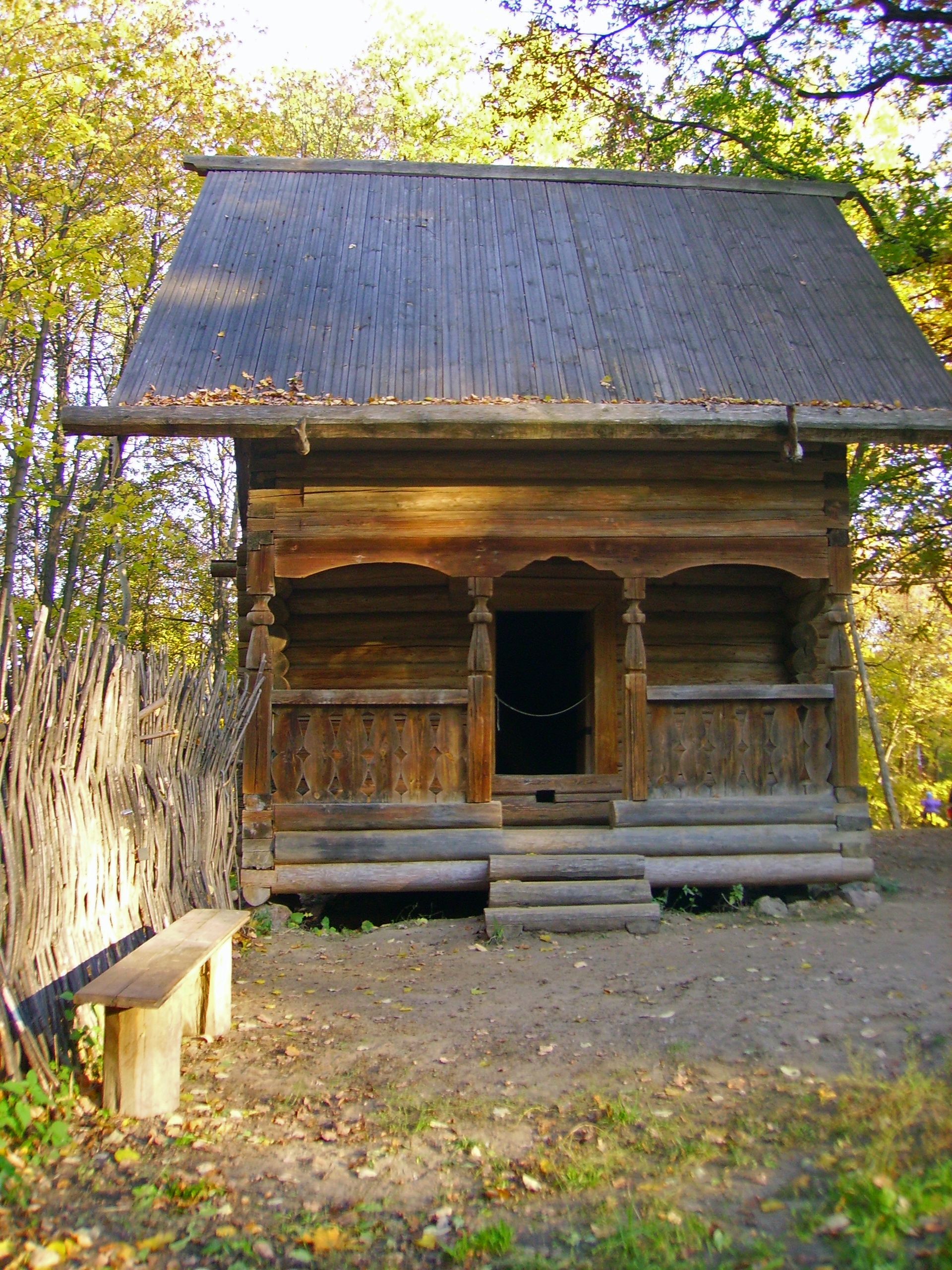
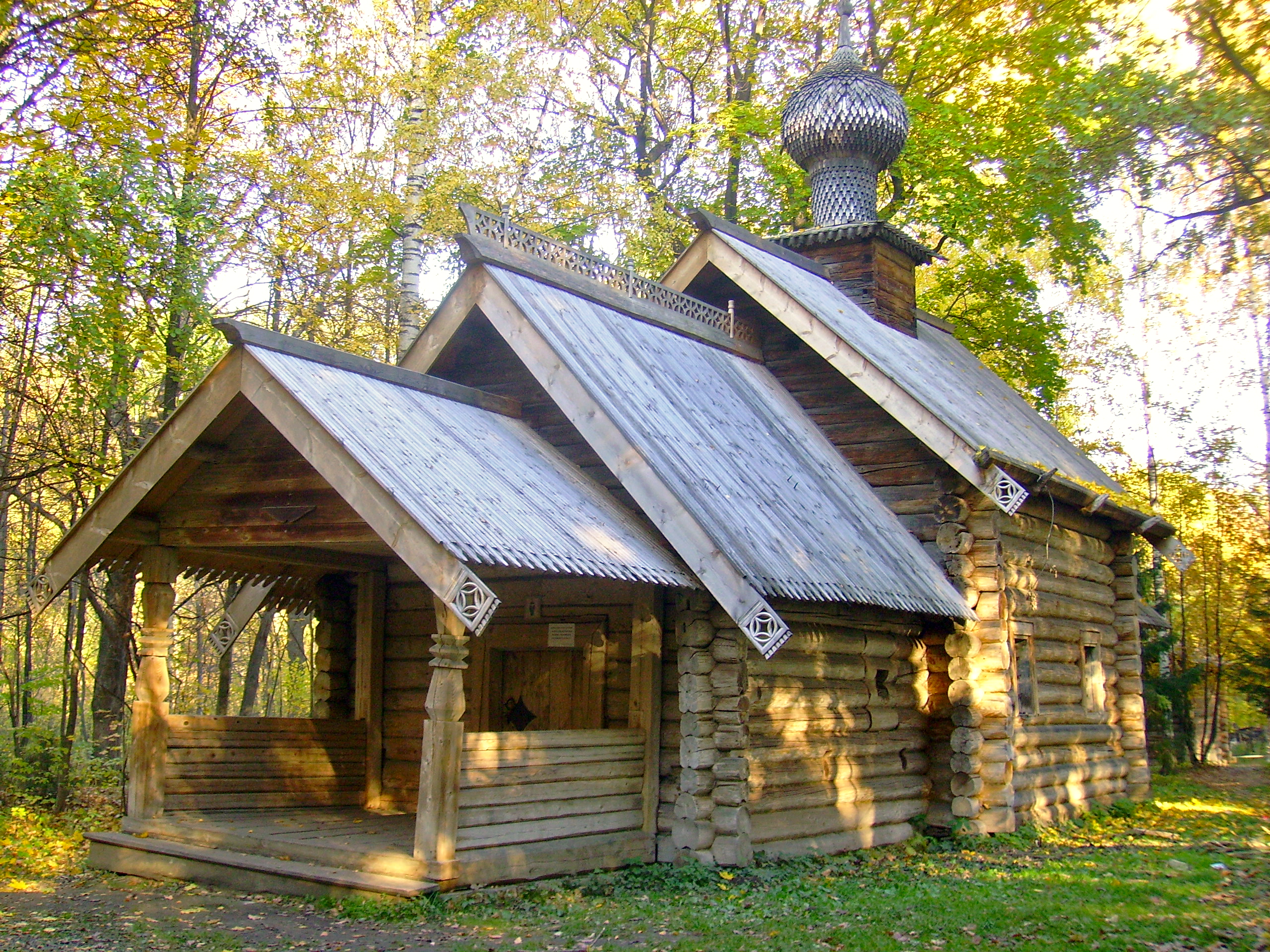
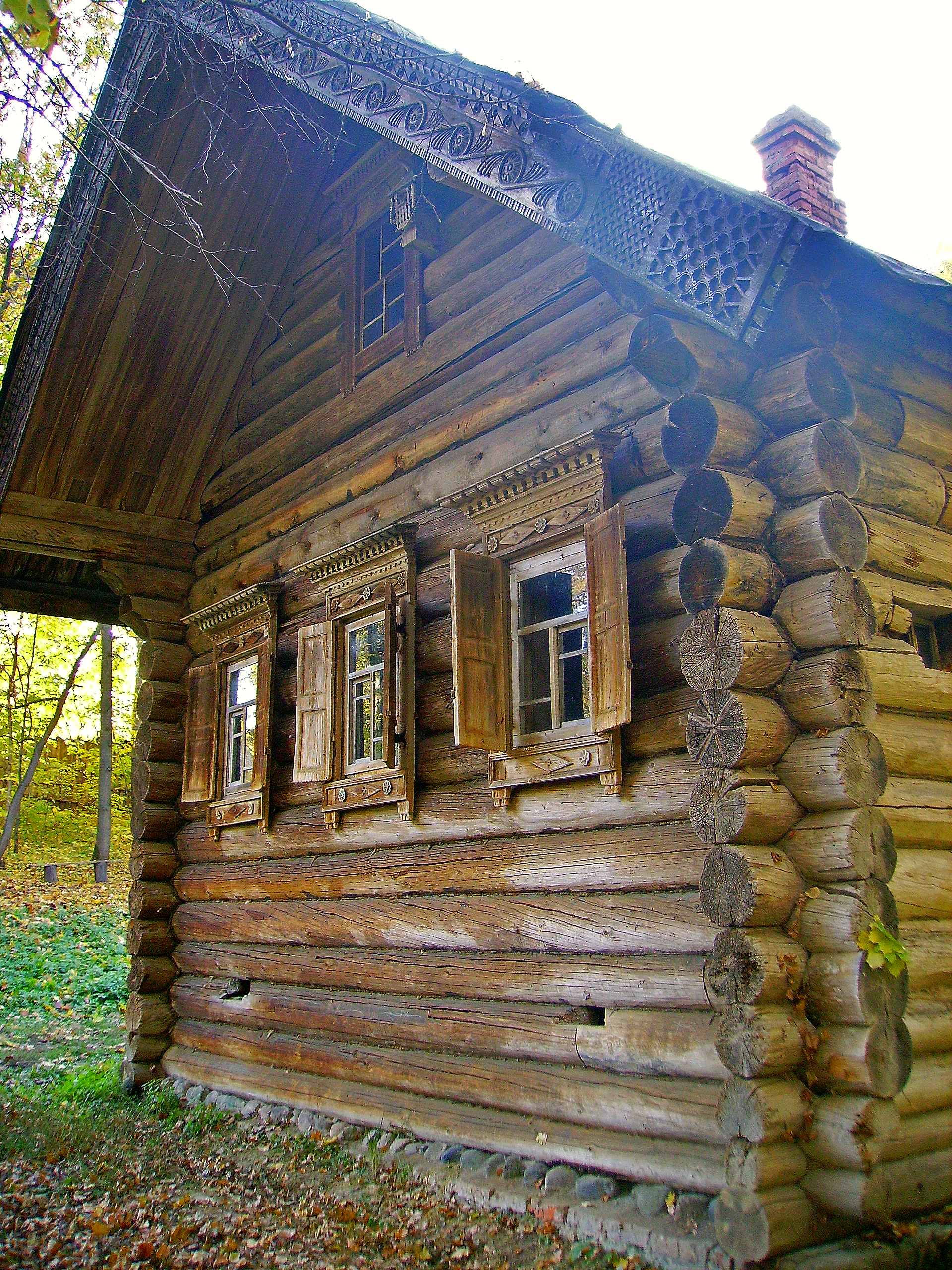
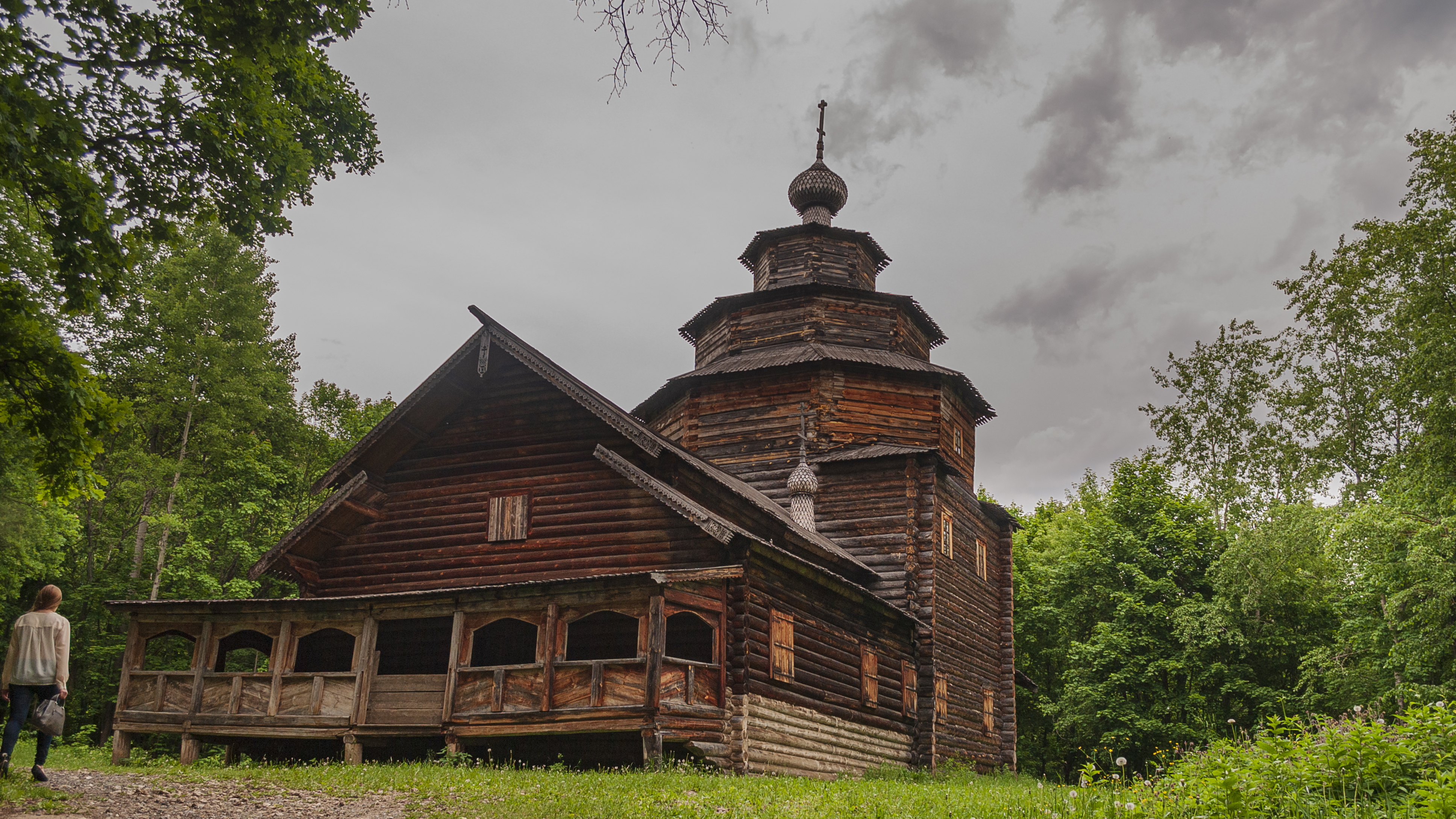